# Iglesia de San Pedro y San Felices (Burgos)
La Iglesia Parroquial de San Pedro y San Felices es un templo católico levantado en el siglo XIV al suroeste de la ciudad española de Burgos, en un barrio habitado a partir del siglo XVIII sobre todo por labradores. Dedicada a San Pedro y a San Felices, también fue conocida como San Pedro Saelices (corrupción de San Felices).

## Historia
Esta iglesia estuvo relacionada con la hospitalaria Orden de San Juan de Jerusalén hasta 1855 y en ella tomaban posesión los comendadores de la encomienda de Burgos y Buradón.
A partir de 1855 y durante un tiempo, la iglesia estuvo adscrita a la parroquia de San Cosme y San Damián.
En una obra de 1867 se señala que detrás de la parroquia se hallaba el cementerio de los hospitales, presos y ajusticiados.
Al quedar pequeño para las necesidades de la zona, en 1963 el templo fue ampliado, hacia el sur, en estilo neogótico (quedando la nave gótica original como brazo transversal de la planta de cruz latina, con el ábside primitivo al este).
Contó con cofradía de Semana Santa desde 1952 hasta 1973, procesionando el paso de El Prendimiento (que desde 1985 es el paso de la Cofradía de El Prendimiento de la parroquia de San Martín de Porres).
La parroquia celebra dos festividades con procesión por el barrio de San Pedro y San Felices, situado en el Distrito Sur de Burgos: en honor de la Cátedra de San Pedro en Antioquía (22 de febrero) y de San Isidro Labrador (15 de mayo). 
Desde 2015, la parroquia cuenta con un moderno centro pastoral construido en el solar de la antigua casa del cura, en la misma calle del templo.

## Obras de arte

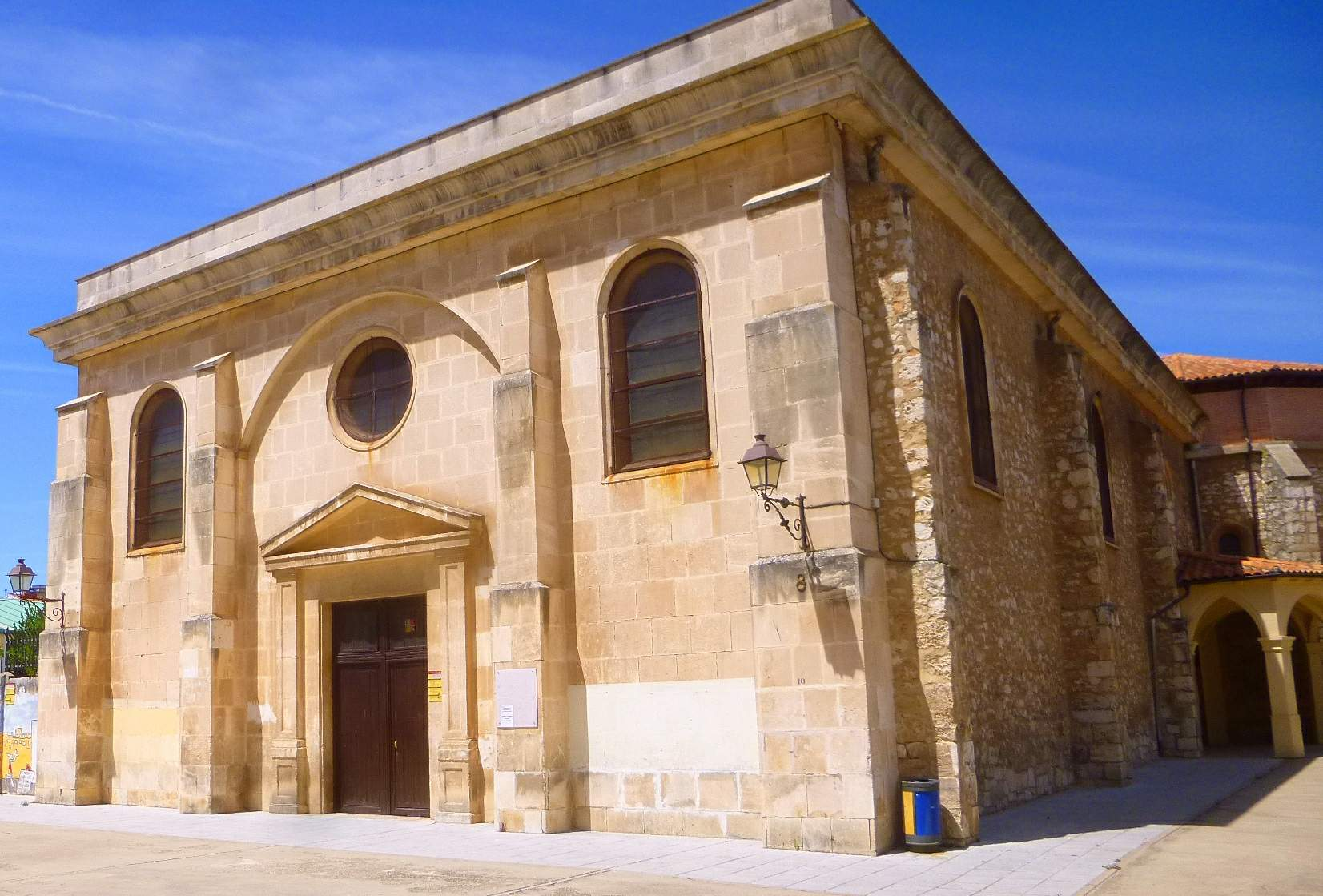
Portada del templo

Como obras de arte destacan dos retablos: uno dedicado a San Pedro (siglo XVIII) y otro a Santa María (imagen procedente del desaparecido convento de San Pablo); también el mosaico Cristo Crucificado del ábside actual situado al norte, obra de Santiago Padrós. El altar mayor carece de retablo, contando únicamente con el sagrario y un trono de baldaquino en el que se expone una imagen de Nuestra Señora de Rocamador, advocación relacionada con el Camino de Santiago. La imagen de la Virgen de Rocamador procede de la desaparecida iglesia de San Román, que fue destruida al volarla los franceses en la defensa del cercano castillo durante la Guerra de la Independencia.
Recibió los libros, objetos de culto y muebles de la parroquia de San Román, cuando esta fue suprimida en 1831, destacando un cáliz del siglo XVI y una custodia en plata sobredorada de la misma época (actualmente, ambos están depositados en el Museo del Retablo de Burgos).

## Horario de ceremonias religiosas
- Domingos y festivos: misas a las 10:00 h., a las 12:00 h. y a las 13:00 h. (durante el verano, misas a las 10:00 h. y a las 12:30 h.).
- Días ordinarios: misas a las 11:00 h. y a las 19:30 h.